# Pont sur le Jaudy
Le pont sur le Jaudy a été construit par Louis Harel de la Noë pour les chemins de fer des Côtes-du-Nord. Il permet à la ligne Plouëc-du-Trieux - Tréguier de franchir le Jaudy entre les communes de Minihy-Tréguier et de la Roche-Derrien.
Il était composé de quatre arches en maçonnerie et de six travées en béton armé. Il mesurait 119 m de long.
Le pont a été démoli en 1950.